# Louis 19, le roi des ondes
Pour plus de détails, voir Fiche technique et Distribution.
Louis 19, le roi des ondes est un film franco-québécois réalisé par Michel Poulette, sorti en 1994.
Louis 19, le roi des ondes est une satire sur la présence de la télévision dans la vie moderne. Louis Jobin est un maniaque de télévision et son rêve se réalise quand il gagne au concours Big Star de la chaîne Canal 19 : il passe de l'autre côté du miroir, sa vie sera filmée 24h sur 24h. Il devient le héros de millions de téléspectateurs. Mais, manipulé, prisonnier sans vie privée, esclave de  l'auditoire, il va vite déchanter.

## Synopsis
La directrice de la Chaîne Canal 19 souhaite comme héros une personne ordinaire. Lorsque ses collaborateurs lui présentent comme premier choix une artiste très à l'aise et ayant préparé beaucoup de matériel, elle se met en colère et choisit Louis Jobin, un quidam timide et introverti dont la seule expérience télé a été d'attendre qu'un reportage télé se produise dans son quartier pour aller s'y pointer en arrière-plan.
Louis Jobin est particulièrement tendu durant les premières heures. Il se lève, se lave en se cachant de la caméra, se rend à son travail où il est vendeur de télévisions dans une boutique. Sa vie quotidienne commence simplement, mais est de plus en plus perturbée par le show. Le midi chez sa mère, elle décrypte ses recettes de cuisine face à la caméra comme une émission culinaire, puis lorsqu'elle annonce un temps de cuisson de 2h, sort du four un deuxième plat qu'elle a enfourné 2h auparavant. Les voisins tentent de se montrer auprès de Louis Jobin, des fans viennent le voir sur son lieu de travail de plus en plus nombreuses au fur et à mesure que l'auditoire de l'émission augmente, si bien qu'il finit par ne plus pouvoir aller travailler.
Il se fait enlever par deux jeunes filles qui lui montrent la collection de lui qu'elles ont accumulée, du gobelet dans lequel il a bu récupéré dans une poubelle aux figurines, et lui demandent comment il se sent. Il répond « Comme un bibelot ». Pendant ce temps, la production est contrainte de passer des meilleurs moments. Il s'évade et reprend le cours de l'émission.
Il rencontre une jeune fille, se dispute avec son frère... et on découvre plus tard que ces événements sont orchestrés par la production qui souhaite maintenir l'auditoire.
Louis l'apprend et souhaite s'émanciper de l'émission, après environ 25 jours d'émission continue et alors qu'il ne lui reste que quelques jours pour finir. Il retrouve son frère après la dispute, et alors que tous les spectateurs s'attendent à une bagarre, les frères finissent par tomber dans les bras l'un de l'autre et se réconcilier, sous les applaudissements de la foule. Il revoit la jeune fille Julie Leduc malgré le fait qu'elle l'ait manipulé, elle lui avoue être tombée amoureuse de lui pour de vrai. Ils font l'amour sous les yeux de la caméra, apportant un effet comique : le cameraman est alors mis en scène, les amies de la mère de Louis font semblant d'être choquées...
Puis le couple prend une moto et disparaît, romantiquement, sans terminer l'émission. Paradoxalement, cette fin raccourcie est un succès inespéré pour la directrice de Canal 19.

## Fiche technique
- Titre original : Louis 19, le roi des ondes
- Réalisation : Michel Poulette
- Scénario : Sylvie Bouchard, Émile Gaudreault et Michel Michaud
- Musique : Jean-Marie Benoît
- Direction artistique : Jean Bécotte
- Décors : Nicole Légaré
- Costumes : Judy Jonker
- Maquillage : Muriel Baurens
- Coiffure : Dario Lapointe
- Photographie : Daniel Jobin
- Son : Normand Mercier, Michel Descombes
- Montage : Denis Papillon
- Production : Richard Sadler
- Coproduction : Jacques Dorfmann
- Sociétés de production : Stock International (Québec), Eiffel Productions (France)
- Sociétés de distribution : Malofilm
- Budget : 3,1 millions de dollars[1]
- Pays de production :  Canada,  France
- Langue originale : français
- Format : couleur — 35 mm — format d'image : 1,85:1 — son Dolby numérique
- Genre : comédie
- Durée : 93 minutes
- Dates de sortie :
  - Canada : 24 mars 1994 (première au Théâtre Maisonneuve à Montréal)
  - Canada : 1er avril 1994 (sortie en salle au Québec)
  - Suède : novembre 1994 (Festival international du film de Stockholm)
  - France : 3 mai 1995
  - États-Unis : 1er avril 1999
  - Canada : 1er mars 2003 (DVD)

## Distribution
- Martin Drainville : Louis Jobin
- Agathe de La Fontaine : Julie Leduc, copine de Louis
- Dominique Michel : Aline Jobin, la mère de Louis
- Patricia Tulasne : Charlotte Dubreuil, directrice du Canal 19
- Yves Jacques : Michel Gobeil, adjoint à la directrice du Canal 19
- Jacques Lussier : gérant du magasin
- Gilbert Lachance : Rémi, ami de Louis
- Jean L'Italien : Roger, ami motard de Louis
- Chantal Fontaine : la reporter
- Mireille Thibault : une chanteuse de la chorale
- Guillaume Lemay-Thivierge : le technicien de la régie
- Marie-Claude Robitaille : Guylaine, fan excessive
- Sonia Laplante : Josée, fan excessive
- Benoît Brière: caméraman gourmand
- Joël Legendre : caméraman zélé
- Gaston Lepage : malade
- Sylvie Legault : infirmière
- Louise Bombardier : cliente du magasin
- Andrée Boucher : fonctionnaire fumeuse
- Annette Garant : fonctionnaire fumeuse
- Normand Lévesque : fonctionnaire fumeur
- Luc Guérin : caméraman distrait
- Rita Bibeau : admiratrice âgée
- Marie-Josée Caya : admiratrice avec bébé
- André Lacoste : admirateur avec bébé
- René Richard Cyr : intello branché
- Chantal Francke : intello branchée
- Jean-Pierre Coallier : animateur de talk-show
- Isabel Richer : serveuse de la discothèque
- Frédéric Pierre : adolescent
- Macha Grenon : Royale Laflamme, mannequin à la discothèque
- Yves Desgagnés : conducteur moqueur
- Denys Paris : animateur Festin des loups
- Sylvie Potvin : critique Festin des loups
- Michel Tremblay : critique Festin des loups
- Gildor Roy : gai
- Marcel Leboeuf : gai
- Johanne Marie Tremblay : cliente rancunière face à Julie

## Autour du film
Satire du phénomène de la téléréalité, qui est alors relativement nouveau, Louis 19 est le premier film pour le cinéma de Michel Poulette, qui avait précédemment réalisé des émissions humoristiques avec Gérard D. Laflaque et Rock et Belles Oreilles.  Louis 19 est également le premier film scénarisé par Émile Gaudreault, ancien membre du collectif humoristique Le Groupe Sanguin et qui allait par la suite devenir un réalisateur à succès, (De père en flic, ...).
Le tournage s'est déroulé à Montréal.  Le film sort au Québec en avril 1994 et connaît une fulgurante carrière en salle en tenant l'affiche plus de vingt semaines, dont sept à la première place du box-office québécois.  Louis 19 remporte également un certain succès en France, où il est présenté sous le titre Reality Show.
Mais c'est pour une autre raison que Louis 19 marque l'histoire du cinéma québécois. Le film En direct sur Edtv, réalisé par Ron Howard en 1999, est un remake de Louis 19, le roi des ondes, qui devient ainsi le premier film québécois à faire l'objet d'un remake hollywoodien.

## Distinctions
- Prix Génie Claude-Jutra et Bobine d'or, ainsi que nominations aux prix du meilleur film, meilleur montage et meilleur acteur pour Martin Drainville en 1994.
- Prix du film canadien le plus populaire et du meilleur scénario canadien, lors du Festival international du film de Vancouver en 1994.
- Salamandre d'Or du Festival du Cinéma Québécois de Blois 1994.
- Grand Prix du Festival de Chamrousse 1995.